# Port lotniczy Ghadamis
Port Lotniczy Ghadamis – regionalny port lotniczy położony w Ghadamisie, w Libii (IATA: LTD, ICAO: HLTD).

## Linie lotnicze i połączenia
| Linia Lotnicza  | Kierunek           |
| --------------- | ------------------ |
| Libyan Airlines | 1. Trypolis-Mitiga |